# Anne Neville
Lady Anne Neville (11 iunie 1456 – 16 martie 1485) a fost Prințesă de Wales ca soție a lui Eduard de Westminster, Prinț de Wales și Regină consort a Angliei ca soție a regelui  Richard al III-lea al Angliei. Ultimul titlu l-a deținut timp de doi ani, din 26 iunie 1483 până la moartea ei în martie 1485. A avut un singur fiu, Eduard de Middleham, Prinț de Wales.

## Primii ani
Anne Neville s-a născut la Castelul Warwick, ca fiica cea mică a lui Richard Neville, al 16-lea Conte de Warwick și a Annei de Beauchamp. Tatăl ei a fost unul dintre cei mai puternici nobili din Anglia și cel mai important susținător al Casei de York. Sora bunicului ei, Cecily Neville, a fost soția lui Richard, Duce de York, care era pretendent la coroană pentru Casa de York.
Anne și-a petrecut copilăria la Castelul Middleham, una dintre proprietățile tatălui ei, unde ea și sora ei mai mare, Isabel, au întâlnit pe cei doi fii mai mici ai Ducelui, viitorul Richard al III-lea și George, Duce de Clarence.
Ducele de York a fost ucis în 1460, însă cu ajutorul lui Warwick, fiul său cel mare a devenit regele Eduard al IV-lea în 1461. În 1469, Isabel s-a căsătorit cu Clarence și în 1470, Anne Neville a fost logodită și măritată cu Edward de Westminster, moștenitor al tronului Angliei.

## Prințesă de Wales

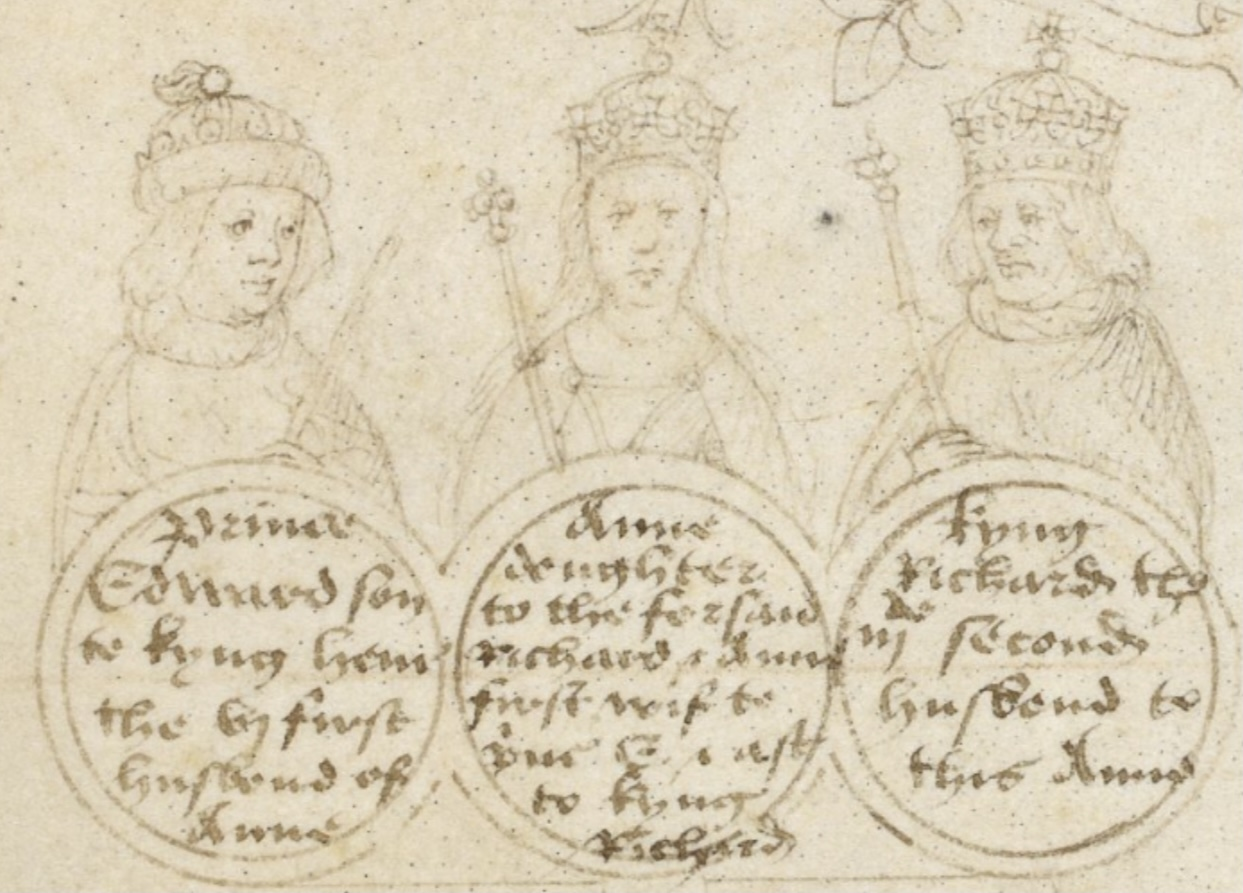
Anne Neville și Soții săi

Pentru o perioadă de timp, Warwick a fost în contradicție cu Eduard al IV-lea, atunci când el s-a aliat cu Casa de Lancaster în 1470. Cum regele Henric al VI-lea era închis în Turnul Londrei, liderul de facto a Casei de Lancaster a fost consoarta lui, Margareta de Anjou, care era suspicioasă în legătură de motivele lui Warwick. Pentru a potoli aceste suspiciuni, Anne Neville a fost logodită cu fiul lui Henric al VI-lea și al Margaretei de Anjou, Edward de Westminster, la Château d'Amboise în Franța. S-au căsătorit la Catedrala Angers, probabil la 13 decembrie 1470.